# ناحيه شميل
ناحیه شمیل هي إحدى نواحی مقاطعه بندر عباس في محافظة هرمزكان في إيران . ومركز هذا القسم مدينة شمیل .

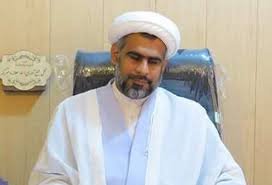
آصف بصرة، رئيس مجلس سياسات أئمة الجمعة في هرمزكان

## أقسام البلاد
- ناحیه شمیل ا
  - قرية شمبل
  - قسم حسن لنجي الریفیه

المدينة = شمیل

## سكان
وبحسب التعداد العام للسكان والمساكن عام 2015 ، بلغ عدد سكان ناحية شامل 17,922 نسمة.